# Tobi Atkins
Tobias Stuart "Tobi" Atkins (Sídney, 30 de septiembre de 1990) es un actor y músico australiano conocido principalmente por haber interpretado a Henry Hunter en la serie Home and Away.

## Biografía
Tobi es hijo del actor, director y productor David Atkins.

## Carrera
Estuvo en una banda llamada "Headspace" donde tocaba la guitarra y ayudaba en la parte creativa. 
En el 2004 se unió al elenco de la popular y aclamada serie australiana Home and Away donde interpretó a Henry Hunter, el hijo de Beth Hunter y hermano menor de Scott Hunter, Kit Hunter, Robbie Hunter y gemelo de Matilda Hunter hasta el 2005 luego de que Henry decidiera irse de la bahía cuando decidió mudarse a la ciudad luego de recibir una plaza para estudiar danza.
Actualmente es miembro de la banda "Maze" conformada por Tobi, James Armstrong y Nic Pettersen. En el 2009 lanzaron su EP llamado "Empires and Endings".

## Filmografía
- Series de Televisión.:

| Año         | Título        | Personaje    | Notas        |
| ----------- | ------------- | ------------ | ------------ |
| 2004 - 2005 | Home and Away | Henry Hunter | 26 episodios |